# أدريان بيرس
أدريان بيرس هي مغنية كندية، ولدت في 1977 في فانكوفر الغربية في كندا.

## وصلات خارجية
- أدريان بيرس على موقع ميوزك برينز (الإنجليزية)
- أدريان بيرس على موقع أول ميوزيك (الإنجليزية)
- أدريان بيرس على موقع ديسكوغز (الإنجليزية)